# Donošenje odluka zasnovano na podacima
Donošenje odluka zasnovano na podacima odnosi se na nastavnikov tekući proces prikupljanja i analize različitih tipova podataka, uključujući demografske podatke, studentska dostignuća na testovima, satisfakciju, procesne podatke koji usmeravaju odluke ka poboljšanju obrazovnog procesa. Donošenje odluka zasnovano na podacima postaje važnije u obrazovanju od federalnih i državnih politika odgovornosti zasnovanih na testovima. Zakon o nenapuštanju dece otvara šire mogućnosti i podsticaje za korišćenje podataka od strane obrazovnih organizacija tako što zahteva od škola i okruga da analiziraju dodatne komponente podataka, kao i pritisak na njih da poboljšaju rezultate učenika na testovima. Informacije čine škole odgovornim za dugoročno poboljšanje različitih grupa učenika. Donošenje odluka zasnovano na podacima pomaže da se prepozna problem i ko je pogođen problemom.

## Svrha
Svrha donošenje odluka zasnovanog na podacim je da pomogne prosvetnim radnicima, školama, okruzima i državama da koriste informacije koje imaju za praktično znanje kako bi poboljšali rezultate učenika. Ono zahteva visokokvalitetne podatke i eventualno tehničku pomoć; u suprotnom, podaci mogu dezinformisati i dovesti do nepouzdanih zaključaka. Tehnike upravljanja podacima mogu poboljšati nastavu i učenje u školama. Mnogi pristupi koriste rezultate testova da identifikuju „ciljne grupe“, učenike čiji su rezultati malo ispod nivoa znanja u čitanju i matematici.

## Vrste podataka koji se koriste u obrazovanju
Postoje 4 glavna tipa podataka koji se koriste u obrazovanju: demografski podaci, podaci o percepciji, podaci o učenju učenika i podaci o školskim procesima.
1. Demografski podaci u obrazovnim organizacijama odgovaraju na pitanje „Ko smo mi?“. Demografija pokazuje trenutni kontekst škole i ukazuje na trendove. Trendovi pomažu u predviđanju i planiranju budućnosti, zajedno sa uvidom u mere u kojima lideri rade na stalnom poboljšanju škole. Detaljni demografski podaci objašnjavaju strukturu škole, sistema i rukovodstva. U obrazovanju demografski podaci obuhvataju sledeće stavke: broj učenika u školi, broj učenika sa posebnim potrebama, broj onih koji uče engleski jezik, uzrast ili razred učenika u kohortama, socio-ekonomski status učenika, stopu pohađanja, etničku pripadnost/rasu/verska uverenja, stope diplomiranja, stope napuštanja, informacije o iskustvu nastavnika, podatke o roditeljima učenika.
2. Podaci o percepciji govore šta učenici, osoblje i roditelji misle o školi i odgovaraju na pitanje „Kako poslujemo?“. Školska kultura, klima i organizacioni procesi se procenjuju podacima o percepciji. Podaci o percepciji obuhvataju vrednosti, verovanja, mišljenja, zapažanja. Podaci o percepciji se prikupljaju uglavnom upitnicima. Podaci o percepciji mogu se razvrstati po dve grupe: 1- osoblje, 2 - učenici i roditelji. Osoblje se pita da li je potrebno izvršiti bilo kakve promene u nastavi ili nastavnom planu i programu. Učenici i roditelji se anketiraju da prijave svoja interesovanja, koliko je teško naučiti gradivo, kako se podučavaju i tretiraju.
3. Podaci o učenju učenika pružaju odgovore na dva pitanja: Kako su napreduju učenici i gde su sada? Podaci o učenju učenika zahtevaju informacije iz svih predmetnih oblasti, razvrstane po demografskim grupama, prema nastavnicima, prema nivou razreda, po grupama tokom vremena i individualnom rastu učenika. Ova vrsta podataka pomaže da se uputi dodatna pomoć učenicima koji nisu vični, produbljujući ono što znaju i šta ne znaju da bi postali dobre rezltate. Podaci o učenju učenika povezuju se sa nastavnim planom i programom, nastavom i ocenjivanjem u cilju poboljšanja ishoda. Podaci o učenju učenika mogu jasno da govore o efikasnosti jednog vaspitača ili cele škole. Oni se mogu prikupiti posmatranjem dijagnostičkih testova, formativnih procena, procena učinka, standardizovanih testova, nereferenciranih testova, sumarnih procena, testova koje zadaje nastavnik i drugih.
4. Školski procesi se odnose na radnje administratora i nastavnika za postizanje svrhe škole. Navike, običaji, znanje i profesionalizam nastavnika su stvari koje vode ka napretku unutar organizacija. Podaci o školskim procesima govore šta funkcioniše, a šta ne, kakvi su rezultati obrazovnog procesa i odgovaraju na pitanje „Kakvi su naši procesi?“. Školski procesi proizvode školske i razredne rezultate. Postoje 4 glavne vrste školskih procesa: 1. nastavni procesi, 2. Organizacioni procesi, 3. Administrativni procesi, 4. Procesi kontinuiranog usavršavanja škole.

## Literatura
- Spillane, James P. (2012). „Data in Practice: Conceptualizing the Data-Based Decision-Making Phenomena”. American Journal of Education. 118 (2): 113—141. CiteSeerX 10.1.1.458.5153 . JSTOR 10.1086/663283. S2CID 145061403. doi:10.1086/663283.
- Reeves, Patricia L.; Burt, Walter L. (2006). „Challenges in Data-based Decision-making: Voices from Principals”. Educational Horizons. 85 (1): 65—71. JSTOR 42925967.